# Gród

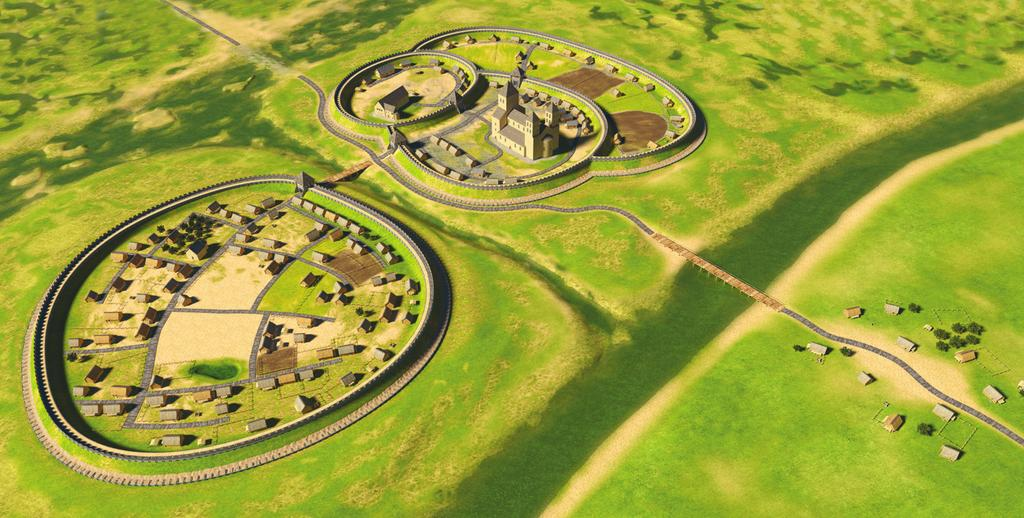
Wizualizacja Grodu Poznańskiego pod koniec X wieku

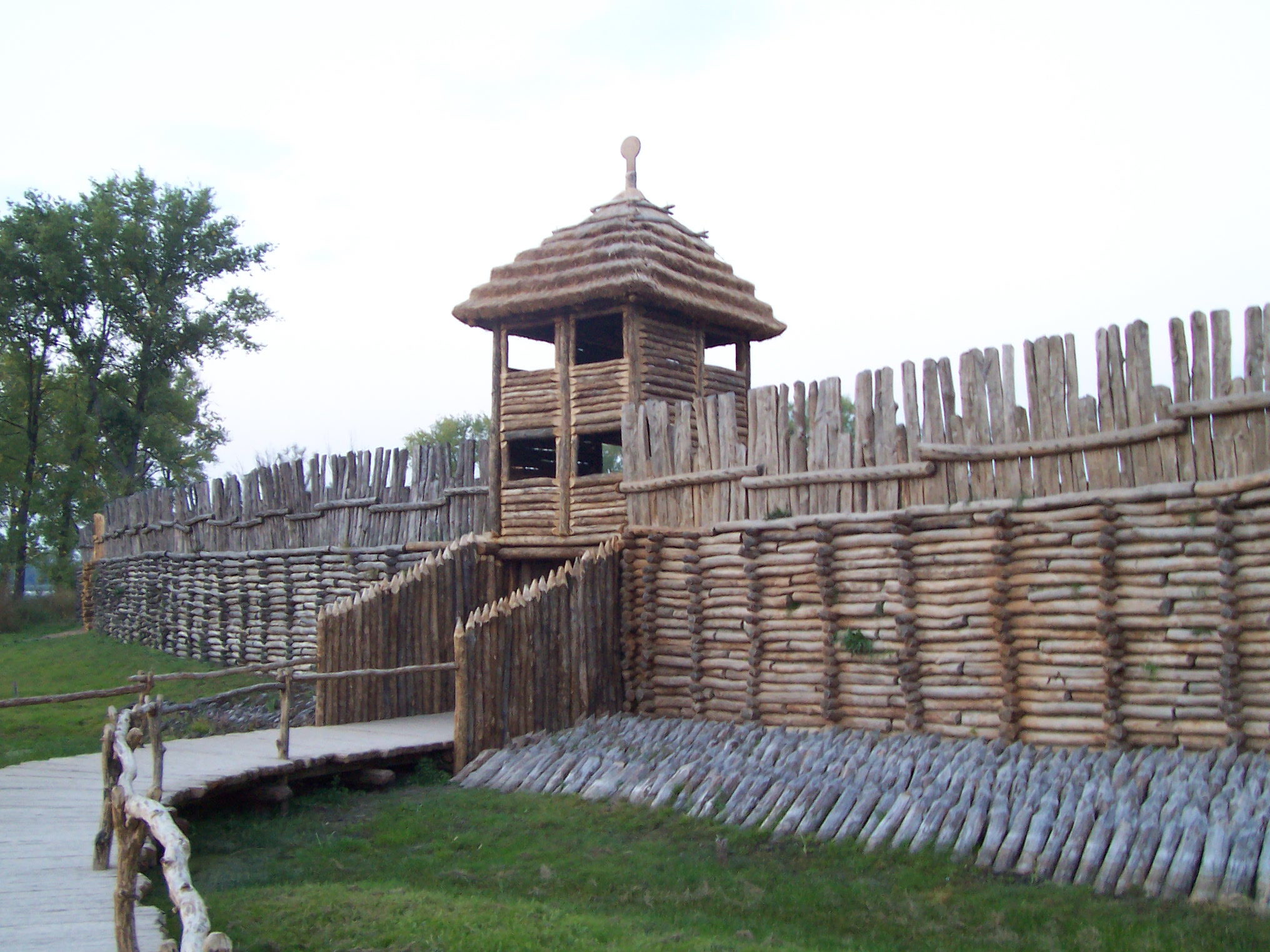
Rekonstrukcja wału i bramy grodu palafitowego w Biskupinie z epoki żelaza (V wiek p.n.e.)

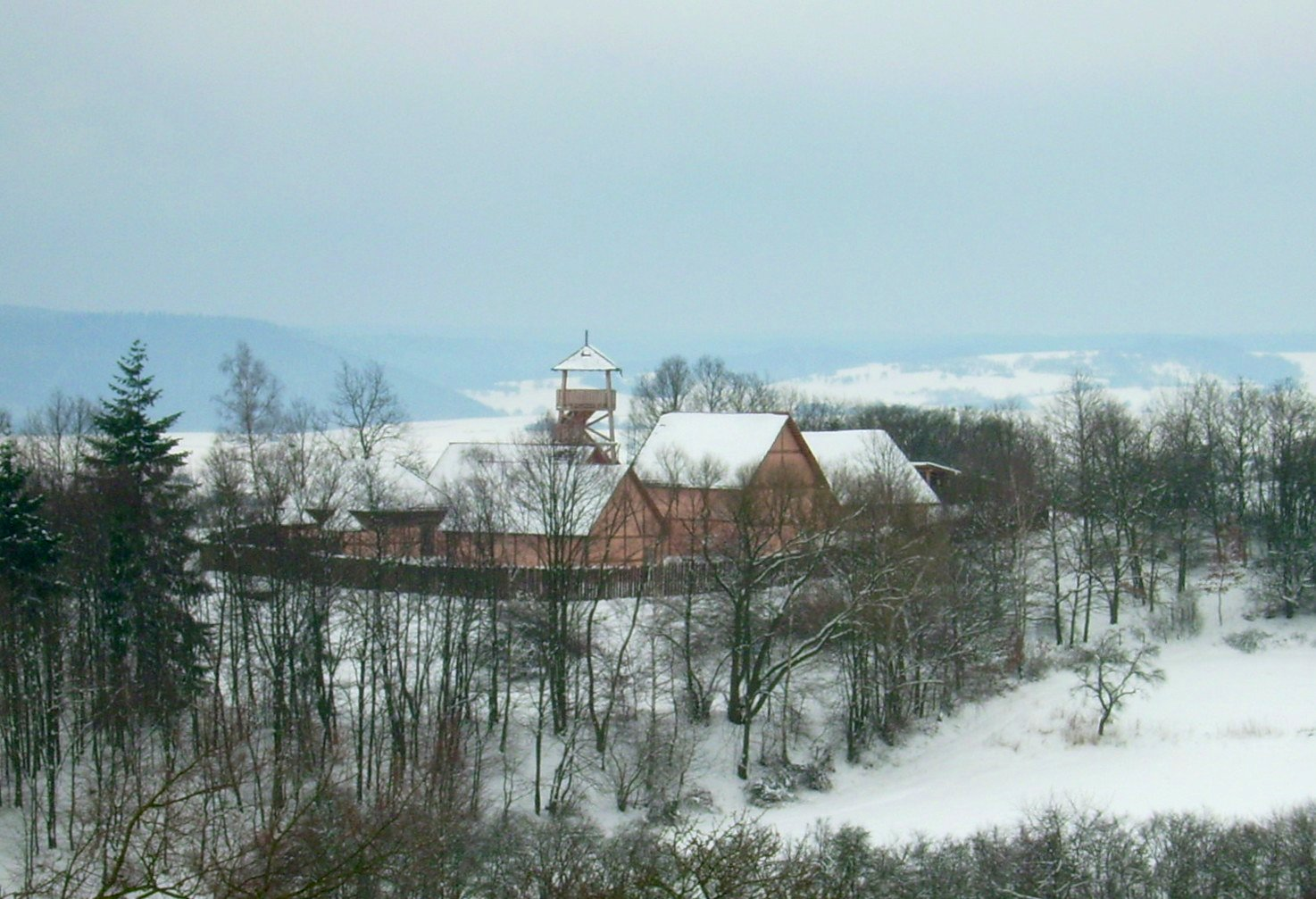
Rekonstrukcja celtyckiego grodziska w Steinbach am Donnersberg, Niemcy

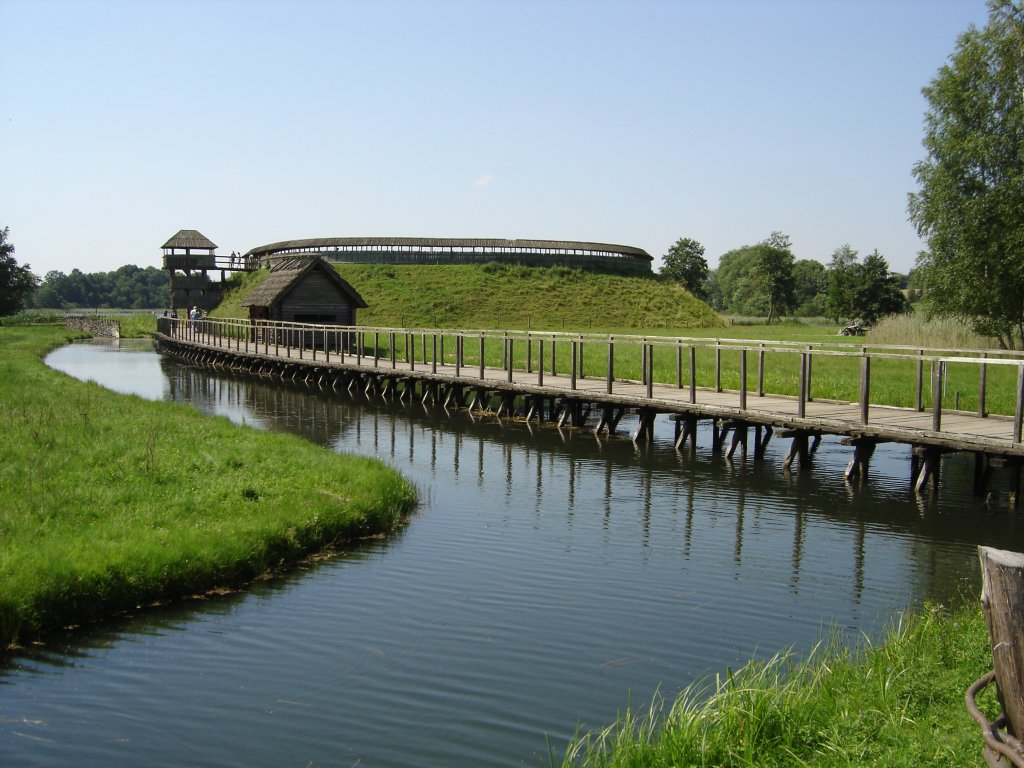
Groß Raden IX-X wiek

Gród, gard – prehistoryczne lub średniowieczne osady obronne w formie skoncentrowanych skupisk domostw, gospodarstw (lub wczesnego miasta) otoczonych wałem, murem lub częstokołem.

## Etymologia

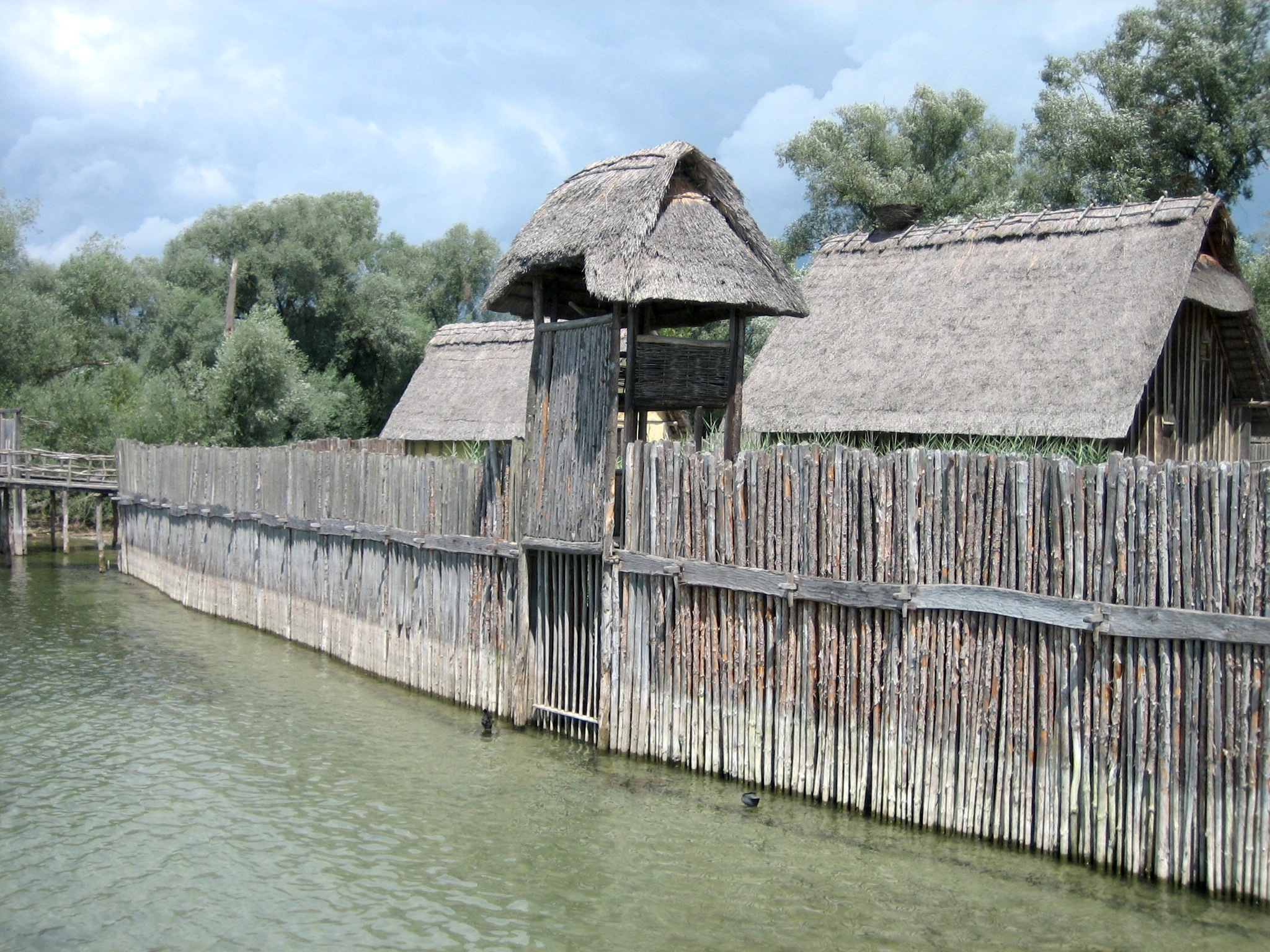
Grodzisko palafitowe nad Jeziorem Bodeńskim (850 p.n.e.), Niemcy

Termin znany prawie we wszystkich językach indoeuropejskich, wywodzący się od praindoeuropejskiego rdzenia *g’herdh- poprzez prasłowiańskie *gordъ. Porównaj anglosaskie geard lub yeard.
Na terenie słowiańszczyzny *gordъ „umocnienie, ogrodzona osada”. Poświadczone we wszystkich językach słowiańskich np. scs gradъ „miasto, gród”, podobnie rosyjskie gòrod, polskie gród „zamek, gród warowny” itd. Jednocześnie satemowe *zordъ „rodzaj drewnianej konstrukcji” znane tylko w rosyjskim i białoruskim (choć wywodzące się z tego samego pnia co *žьrdь, czyli żerdź), np. rosyjskie dialektalne zoròd (stary akut).

## Grody na terenie Polski
Grody wznoszone były w różnych okresach; na terenie dzisiejszej Polski w epoce brązu i wczesnej epoce żelaza (kultura łużycka) oraz w czasach wczesnego średniowiecza.
We wczesnym średniowieczu miejsca zamieszkiwania przystosowane do obrony, będące uprzednio centrami plemiennymi i ośrodkami kultu pogańskiego. Lokalizowane one były na ogół w miejscach charakteryzujących się trudną dostępnością: w międzyrzeczach, na cyplach otoczonych mokradłami, naturalnych wzniesieniach - najchętniej o stromych stokach i spłaszczonej wierzchowinie. Oprócz samej lokalizacji dodatkowymi założeniami obronnymi były fosy, wały ziemne, wały o konstrukcji drewniano-ziemnej lub kamiennej.
W IX/X w. zaczęto budować siedziby rycerskie lub feudalne tzw. gródki lub grody stożkowate. Budowano je na ogół w dolinach na niewielkich wzniesieniach, otaczano rowem lub fosą. Z wybieranej ziemi usypywano kolisty kopiec. Po wyrównaniu i otoczeniu wałem ziemnym, na którym wznoszono palisady, stawiano wewnątrz budynki na planie prostokąta. Gródek taki spełniał funkcje obronno-mieszkalne. Grody budowano w celu zapewnienia bezpieczeństwa jego mieszkańcom i posiadanemu dobytkowi wykorzystując naturalną budowę terenu (rzeki, wzgórza, wąwozy itp.) oraz wznoszono umocnienia – wały, fosy, palisady, częstokoły. Na terenie wokół grodu pojawiały się podgrodzia – osady ludności służebnej pracującej na rzecz grodu i jego mieszkańców.
Grody z jednej strony spełniały funkcję ośrodka sprawowania władzy księcia (króla) na posiadanym terytorium, a z drugiej często pełniły rolę punktów broniących granic tego terytorium. Kolejnym etapem w życiu grodu mogło być miasto, chociaż - z powodu ograniczonego terenu będącego do dyspozycji na terenie po grodzie - w większości przypadków organizmy miejskie powstawały gdzieś w pobliżu, na miejscach dogodniejszych do rozwoju. Częściej miejsca pozostałe po grodach zajmowały średniowieczne zamki obronne.
Pozostałości po grodach przyjmujące formy wałów ziemnych nazywa się grodziskami. Przykładami grodzisk na terenie Polski mogą być np. obiekty znajdujące się na Ostrowie Lednickim, jak również w takich miejscowościach, jak np. Czermno woj. lubelskie, Grzybowo i Giecz w Wielkopolsce czy Trzcinica, Stradów, Jadowniki w Małopolsce i Więcbork w woj. kujawsko-pomorskim oraz Sopot w pomorskim.
Ostatnie grody jako zalążek systemu organizacji osadnictwa powstają na terenie wschodniosłowiańskich ziem I Rzeczypospolitej (Dzikie Pola) w XVI/XVII wieku.